# Käthi Bhend
Käthi Bhend-Zaugg (* 8. Juni 1942 in Olten) ist eine Schweizer Grafikerin und Illustratorin von Schul- und Kinderbüchern.

## Leben
Käthi Bhend machte eine Grafikerlehre und arbeitete anschliessend in Werbeagenturen in Lausanne und Paris. 
Nachdem sie einen  Wettbewerb des Zürcher Lehrmittelverlag gewonnen hatte, illustrierte sie Lese- und Kinderbücher. Für ihre Bilderbücher wurde sie mehrfach ausgezeichnet.

## Werke
- Eveline Hasler, Käthi Bhend: Die Nacht im Zauberwald. Nach einer Sage aus der Südschweiz. (Neuausgabe von So ein Sausen ist in der Luft) NordSüd, Zürich 2021, ISBN 978-3-314-10580-7.
- Käthi Bhend: Der goldene Schlüssel Nr. 2. NordSüd, Zürich 2014, ISBN 978-3-314-10252-3.
- Jürg Amann, Käthi Bhend: Das Märchen von der Welt. NordSüd, Zürich 2010, ISBN 978-3-314-01519-9.
- Robert Walser, Käthi Bhend: Einer, der nichts merkte. 2. Auflage (Erstausgabe 1978). Atlantis, Zürich 2004, ISBN 3-7152-0467-2 (nominiert für den Deutschen Jugendliteraturpreis 2004).
- Hanna Johansen, Käthi Bhend: Vom Hühnchen, das goldene Eier legen wollte. Nagel & Kimche, Zürich 1998, ISBN 3-312-00819-0.
- Hanna Johansen, Käthi Bhend: Die Hexe zieht den Schlafsack enger. Nagel & Kimche, Zürich 1995, ISBN 3-312-00787-9.
- Ursula Lehmann-Gugolz, Käthi Bend: Der Räuber Knatter-Ratter. Blaukreuz, Bern 1993, ISBN 3-85580-131-2.
- Eveline Hasler, Käthi Bhend: So ein Sausen ist in der Luft: nach einer Sage aus der Südschweiz. Maier, Ravensburg 1992, ISBN 3-473-33497-9.
- Hanna Johansen, Käthi Bhend: Die Geschichte von der kleinen Gans, die nicht schnell genug war. Nagel & Kimche, Zürich 1989, ISBN 3-312-00730-5.
- Hanna Johansen, Käthi Bhend: Die Ente und die Eule: eine Kindergeschichte. Nagel & Kimche, Zürich 1988, ISBN 3-312-00720-8.
- Eveline Hasler, Käthi Bhend: Im Traum kann ich fliegen. Maier, Ravensburg 1988, ISBN 3-473-33572-X, Neuausgabe: NordSüd Verlag, Zürich 2020, ISBN 978-3-314-10542-5.
- Käthi Bhend: Engel und anderes Geflügel (ausgezeichnet mit dem Gestaltungspreis der Internationalen Ausstellung für Buchkunst, 1988).
- Tilde Michels, Käthi Bhend: Kleine Hasen werden gross: eine Geschichte. Benziger, Köln 1986, ISBN 3-545-31126-0.
- Hanna Johansen, Käthi Bhend: Siebenschläfergeschichten. Nagel & Kimche, Zürich 1985, ISBN 3-312-00705-4.
- Hanna Johansen, Käthi Bhend: Bruder Bär und Schwester Bär. Benziger, Zürich 1983, ISBN 3-545-31116-3.

## Auszeichnungen
- 1988 Gestaltungspreis der Internationalen Ausstellung für Buchkunst, Leipzig
- 1990 Bologna Ragazzi Award der Internationalen Kinderbuchmesse Bologna
- 1990 Schweizer Jugendbuchpreis
- 1991 Kinderbuchpreis des Landes Nordrhein-Westfalen
- 2011 Troisdorfer Bilderbuchpreis 2. Preis für: "Das Märchen von der Welt"